# Szermierka na Letnich Igrzyskach Olimpijskich 1904 – szabla indywidualnie mężczyzn
Szabla indywidualnie mężczyzn była jedną z konkurencji szermierczych na Letnich Igrzyskach Olimpijskich 1904. Zawody odbyły się 8 września. W zawodach uczestniczyło pięciu zawodników z dwóch państw.

## Wyniki

### Finał
| Finał |                       |   |   |
| 1     | Manuel Díaz           | 3 | 0 |
| 2     | William Grebe         | 2 | 1 |
| 3     | Albertson Van Zo Post | 2 | 1 |
| 4     | Theodore Carstens     | 1 | 2 |
| 5     | Arthur Fox            | 0 | 4 |